# サラミ出版
サラミ出版（サラミしゅっぱん、英語: Salami publication）は、一つの研究として発表可能な成果を、多数の小さな研究に分割して、あるいは1本の論文で発表可能な内容を複数の論文に分割して出版する行為を指す表現。英語では「Salami slicing」ともいい、これを踏まえて日本語でも「サラミ・スライシング」「サラミ法」と称することがある。また、分割出版、ボローニャ出版とも呼ばれる。
サラミ出版は、業績を量的に膨らせる手法であるが、個々の論文の価値は下がり、文献数が増えても知識量が増えないことになる。このため、各学会や大学などが定める研究不正防止のためのガイドラインにおいては、不正行為とされたり、不正行為には当たらないが不適切な行為、好ましくない行為とされる。